# Metzlerella neocaledonica
Metzlerella neocaledonica là một loài rêu trong họ Dicranaceae. Loài này được Broth. & Paris Broth. mô tả khoa học đầu tiên năm 1924.